# 斯波莱托公国
斯波莱托公国（拉丁語：Ducatus Spolitanorum）是中世纪时期，伦巴第人在570年代于意大利中部建立的政权，首都位于斯波莱托。期间曾先后被伦巴第王国和法兰克王国控制，1203年，斯波莱托公国被教皇国吞并。